# Lithostege excelsata
Lithostege excelsata là một loài bướm đêm trong họ Geometridae.